# مریان کوپر
مریان کادول کوپر (انگلیسی: Merian C. Cooper; ۲۴ اکتبر ۱۸۹۳ – ۲۱ آوریل ۱۹۷۳) فیلم‌نامه‌نویس، تهیه‌کننده، کارگردان، هنرپیشه، خلبان جنگنده و افسر اهل ایالات متحده آمریکا بود.
از فیلم‌های او می‌توان به چَنگ (۱۹۲۷)، علف (۱۹۲۵)، کینگ کونگ (۱۹۳۳) و شی (۱۹۳۵) اشاره نمود.
وی اولین پژوهشگری بود که به مدت ۴۶ روز در میان طایفه بابااحمدی از قوم بختیاری بود و به همراه آنان از زردکوه بختیاری به استان خوزستان کوچ کرد. وی در این رابطه کتابی با نام علف نوشت و فیلمی با همان نام ساخت.

## مرگ
کوپر در اواخر عمر خود پروژه های پیشرفته را تأسیس کرد و به عنوان رئیس هیئت مدیره خدمت کرد. او می خواست فناوری های جدیدی مانند تولیدات تلویزیون رنگی سه بعدی را کشف کند.  کوپر در 21 آوریل 1973 بر اثر سرطان درگذشت  در سن دیگو .  خاکستر او با افتخارات نظامی کامل در دریا پراکنده شد. 

از راست: مریان سی کوپر (کارگردان و نویسنده آمریکایی)، حیدرخان (کلانتر طایفه بابااَحمدی)، لطفعلی (فرزند حیدرخان)، ارنست شودساک (عکاس آمریکایی)